# Paulina (Luisiana)
Paulina es un lugar designado por el censo ubicado en la parroquia de St. James en el estado estadounidense de Luisiana. En el Censo de 2010 tenía una población de 1178 habitantes y una densidad poblacional de 85,64 personas por km².

## Geografía
Paulina se encuentra ubicado en las coordenadas 30°2′18″N 90°43′29″O / 30.03833, -90.72472. Según la Oficina del Censo de los Estados Unidos, Paulina tiene una superficie total de 13.76 km², de la cual 11.96 km² corresponden a tierra firme y (13.07%) 1.8 km² es agua.

## Demografía
Según el censo de 2010, había 1178 personas residiendo en Paulina. La densidad de población era de 85,64 hab./km². De los 1178 habitantes, Paulina estaba compuesto por el 83.87% blancos, el 14.18% eran afroamericanos, el 0.34% eran amerindios, el 0.34% eran asiáticos, el 0% eran isleños del Pacífico, el 0.34% eran de otras razas y el 0.93% pertenecían a dos o más razas. Del total de la población el 1.36% eran hispanos o latinos de cualquier raza.